# John Michael Botean
John Michael Botean (ur. 9 lipca 1955 w Canton) – amerykański duchowny katolicki obrządku rumuńskiego, od 1996 biskup Canton.